# Kevin Kilner
Kevin Kilner est un acteur américain né le 3 mai 1958 à Baltimore, Maryland (États-Unis).

## Biographie
Kevin est marié depuis 1998 avec l'actrice Jordan Baker.

## Filmographie

### Cinéma
- 1991 : Under Surveillance de Rafal Zielinski :
- 1991 : Dans la peau d'une blonde (Switch) : Dan Jones
- 1993 : Twenty Bucks : Gary Adams
- 1994 : The Stöned Age : Officer Dean
- 1997 : Maman, je m'occupe des méchants! (Home Alone 3) : Jack Pruitt
- 1998 : Le 'Cygne' du destin (Music from Another Room) : Hank
- 2000 : The Brainiacs.com (en) de Blair Treu (en) : David Tyler
- 2001 : American Pie 2 de James B. Rogers : Dad
- 2002 : Auto Focus : Clayton Moore
- 2004 : Cut and Run : Delmer
- 2004 : Fashion Maman (Raising Helen) : Ed Portman
- 2004 : A Cinderella Story : Austin's Dad
- 2005 : Shopgirl : Charley
- 2006 : The Powder Puff Principle : Joe Brown
- 2006 : Inside : Mark Smith

### Télévision
- 1990 : Murder in Paradise (TV) : Charlie Raski
- 1990 : 83 Hours 'Til Dawn (TV) : Bobby Dankworth
- 1991 : The Heroes of Desert Storm (en) (TV) : Capt. Shupp
- 1992 : Lady Against the Odds (TV) : Steve Zimmerman
- 1993 : Coups de cœur (Heartbeat) (TV) : Steven Towers
- 1996 : Timepiece (TV) : David Parkin
- 1997 : All Lies End in Murder (TV) : Richard 'Rich / Richie' Bernardi
- 1997 : Invasion planète Terre (Earth, final conflict) (TV) : William Boone
- 1998 : Le Chemin de l'espoir (Point Last Seen) (TV) : Kevin Harrison
- 1999 : La Maison du futur (Smart House) (TV) : Nick Cooper
- 2000 : Drôles d'espionnes! (My Mother, the Spy) (TV) : Rabbi / Gary Sutton
- 2002 : Les Experts Miami (CSI Miami) Saison 1 Episode 4 Les dessous de Miami/Just One Kiss : Drake Hamilton
- 2003 : Knee High P.I. (TV) : Pratt
- 2005 - 2008 : Les Frères Scott : Larry Sawyer
- 2006 : The Closer : L.A. enquêtes prioritaires (série télévisée) : Detective Hubbard (Saison 2 épisode 1)
- 2006 : Hidden Palms : Enfer au paradis (série télévisée) : George Witter
- 2006 : In from the Night (TV) : Chet Hammond
- 2007 : Une nouvelle donne (A Stranger's Heart) (TV) : Doc Jackson
- 2007 : Ghost Whisperer : Bill Fordham (saison 3, épisode 2)
- 2009 : Cadeau d'adieu (Chasing a Dream) (TV) : coach Leo
- 2011 : FBI : Duo très spécial : Un agent du FBI
- 2011 : Le Fiancé aux deux visages (The Craigslist Killer) (TV) : David McAllister
- 2013 : House of cards (série télévisée) : Michael Kern
- 2014 : Madam Secretary : Robert Cole (saison 1, épisode 1)
- 2015 : Quantico : Glenn Wyatt (saison 1, épisode 17)